# Diadocidia sevciki
Diadocidia sevciki är en tvåvingeart som beskrevs av Papp 2005. Diadocidia sevciki ingår i släktet Diadocidia och familjen slemrörsmyggor.
Artens utbredningsområde är Taiwan. Inga underarter finns listade i Catalogue of Life.